# 3-hydroxybutaanzuur
3-hydroxybutaanzuur is een organische verbinding met als brutoformule C4H8O3. Het is een hydroxyzuur dat voorkomt in sommige halofiele bacteriën in zoutpannen in Spanje. De stof wordt als voedselreserve door de bacterie in de vorm van polymeer opgeslagen. De zuurgroep wordt daarbij veresterd met de hydroxylgroep van een andere molecule 3-hydroxybutaanzuur.

## Biosynthese
bèta-hydroxybutaanzuur, of bèta-hydroxybutyraat zoals het in de biologie doorgaans wordt genoemd, komt ook voor bij zoogdieren en de mens. De stof wordt in de lever gesynthetiseerd uit acetyl-CoA dat eerst omgezet wordt in 3-oxobutaanzuur.  Dit zuur wordt op zijn beurt door β-hydroxybutyraat dehydrogenase in het hydroxyzuur omgezet.
Hoewel het zelf geen keton is, is de concentratie tijdens ketose wel verhoogd, net als die van de andere ketolichamen.  Tijdens een hypoglykemie wordt de verbinding in de lever gesynthetiseerd als energiebron voor onder andere de hersenen.  Bij diabetespatiënten kan het gehalte ketolichamen zowel via de urine als via een bloedtest worden vastgesteld.  De hoogste concentratie ketolichamen worden gevonden als de ketonurie het gevolg is van alcoholmisbruik.  In beide gevallen van ketourie wordt een verhoogde verhouding gevonden tussen bèta-hydroxybutyraat ten opzichte van acetoacetaat.  In beide gevallen is er sprake van een tot stilstand komende glycolyse, waarmee ook de citroenzuurcyclus, en daarmee de energievoorziening op celniveau, stil dreigt te vallen.  Door over te gaan op vetverbranding wordt dat laatste voorkomen.  De productie van ketolichamen als tussenstap is hier een duidelijk meetbaar gevolg van.

## Hydroxybutaanzuur in het laboratorium en de techniek
bèta-Hydroxybutaanzuur is een precursor voor biodegradabele polyesters.  De stof is ook bekend als poly(3-hydroxybutyraat) uit de eerder genoemde bacteriën, Alcaligenes eutrophus.
Via zure hydrolyse kan bèta-Hydroxybutyraat uit poly(3-hydroxybutyraat) verkregen worden.